# Come Sail Away
Come Sail Away — песня рок-группы Styx с альбома The Grand Illusion. Эта композиция вышла в 1977 году и стала одним из крупнейших хитов группы, заняв 8 место в рейтинге поп-синглов и способствуя получению альбомом «The Grand Illusion» платинового статуса.
В музыкальной структуре песни сочетаются мягкая, балладная начальная часть, построенная на пианино и синтезаторе, и хард-роковая, агрессивная вторая половина с тяжело звучащими гитарами. Также во второй части есть длящийся примерно минуту психоделический проигрыш на синтезаторе. В целом, песня является типичным для Styx сочетанием идей прог-рока и поп-мелодики.
Автором песни является лидер и клавишник группы, Деннис ДеЯнг. В настоящее время он завершает практически все свои живые выступления исполнением «Come Sail Away»; в конце каждого куплета он, как правило, останавливается и просит аудиторию допеть за него, что та и делает. Очень хорошо слышно пение аудитории вместе с ДеЯнгом на его концертном альбоме The Music of Styx — Live with Symphony Orchestra.

## В популярной культуре
- Песня несколько раз фигурирует в анимационном сериале «Южный парк». В эпизоде «Мамаша Картмана по-прежнему грязная шлюха» говорится, что один из главных героев сериала, Эрик Картман, если слышит начало этой песни, не может не допеть её до конца; оказывается, что он способен сделать это за 27 секунд в чрезвычайно ускоренном темпе. Полностью в обычном темпе Эрик Картман исполняет песню на связанном с сериалом альбоме «Chef Aid: The South Park Album» (All Music Guide называет песню лучшей на всём альбоме[1]), с примечательным фрагментом, когда от перевозбуждения пение переходит в бессвязное бормотание. Это полупародийное исполнение во многом помогло песне стать характернейшим примером прог-рокового китча.
- Кавер-версия песни была записана панк-рок-группой Me First and the Gimme Gimmes на концертном альбоме 2004 г. «Ruin Jonny's Bar Mitzvah».
- Песня входит в состав саундтрека к фильму Девственницы-самоубийцы